# ブラッドフォード毒入り菓子中毒事件
ブラッドフォード毒入り菓子中毒事件（ブラッドフォードどくいりがしちゅうどくじけん、1858年10月30日）は、イングランドのブラッドフォードで発生したヒ素中毒事件。誤ってヒ素を混入した菓子が販売され、200人以上のヒ素中毒者と21人の死者を出した。この事件はイギリスの薬事法成立と、食材への不純物添加規制に関する法整備のきっかけとなった。

## 背景
地元で「ハンバグ・ビリー」と呼ばれていたウィリアム・ハーダカー（William Hardaker）は、ブラッドフォード中心のグリーンマーケット（現在のアーンデール・センターの場所）の屋台でお菓子を売っていた。
ハーダカーは数百ヤード北のストーン・ストリートの菓子職人ジョゼフ・ニール（Joseph Neal）からニールの作った lozenges という飴を仕入れていた。これは、砂糖と天然ガムの生地にハッカ油を加えたハンバグだった。
当時砂糖は1ポンド (0.45 kg) あたり6.5ペニーと高価だったため、ニールは砂糖の代用として1ポンドあたり0.5ペニーで手に入るダフ（daff）あるいはダフトと呼ばれていた粉状の石膏を混ぜていた。当時、食品の材料として、安価な代用食品を添加することが一般的に行われており、そう言った粗悪品を作る業者は材料をダフ（daff）、マルタム（multum）、フラッシュ（flash）、スタッフ（stuff）などの曖昧な名前で呼ぶことで分かりにくくしていた。

## 混入事故
1858年10月30日、ニールは、ハーダカーに売るハンバグの材料のダフを入手するため、彼の家に下宿していたジェームズ・アーチャー（James Archer）を、ベイルドン・ブリッジから3キロメートルほど離れたシプリーの薬屋であるチャールズ・ホジソン（Charles Hodgson）のところに行かせた。そのときホジソンは店にいたものの、病気のため若い助手のウイリアム・ゴダード（William Goddard）がアーチャーの対応をした。ゴダードがホジソンにダフの場所を尋ね、ホジソンは屋根裏の隅の樽の中にあると答えた。その際にゴダードはダフではなく12ポンド (5.4 kg) の三酸化二ヒ素をアーチャーに渡してしまった。
ニールが雇った「お菓子づくりの経験者」ジェームズ・アップルトン（James Appleton）が菓子を製造し、その間その間違いには気づかなかった。しかし完成したハンバグがいつもと違う見た目であることに気づいた。また、味見をしたため、お菓子作りの最中からその後数日間、嘔吐や腕の痛みの症状に苦しんだが、それが毒によるものであることには気づかなかった。ハーダカーは40ポンド (18 kg) のlozengesを買い取った。その際にハーダカーも普段と見た目が違うことに気づき、それを理由にニールに値引きを要求した。アップルトン同様、最初に味見をしたハーダカーにもすぐに毒の症状が現れた。

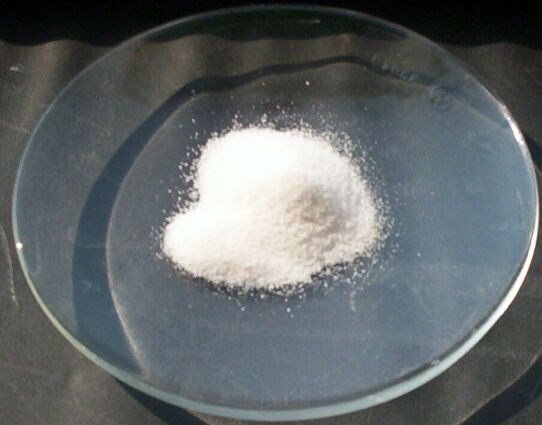
三酸化ヒ素は白色で無味無臭の粉末であり、見た目は砂糖によく似ている。

しかし、ハーダカーはその日の晩に5ポンド (2.3 kg) のお菓子を販売した。お菓子の購入者のうち、21人が死亡し、200人以上がその日のうちにヒ素中毒となった。

## 影響
最初に亡くなった二人の子供は、当時イギリスで問題になっていたコレラかペストによるものだと考えられた。死者が増加するとハーダカーの屋台で lozenges を購入したことが原因と考えられるようになり、そこからニールとホジソンが浮かび上がった。ゴダードは逮捕され、11月1日にブラッドフォードの裁判所でホジソン、ニールと共に裁判にかけられた。のちにゴダードは過失致死の罪を問われた。ヒ素が原因であることはジョン・ベル（John Bell）が特定し、著名な分析科学者のフェリックス・レミントン（Felix Rimmington）によって確かめられた。レミントンは、ハンバグ一つあたり14–15グレーン (910–970ミリグラム) のヒ素が含まれていたと推定している。現代の化学ではヒトにおけるヒ素の致死量は4.5グレーン (290ミリグラム) とされている。したがって、それぞれの飴には大人2人を死に至らしめるのに十分な量のヒ素が含まれており、ハーダカーは2,000人が亡くなってもおかしくない量のヒ素を含む飴を販売していた。ゴダードとニールに対する起訴は後に取り下げられ、ホジソンは1858年12月21日にヨークの巡回裁判所で無罪が言い渡された。
この悲劇に対し激しい抗議が起こり、異物混入食品法（Adulteration of Food and Drink Act）、薬事法成立の主要な要因となった。これにより、指定された毒物の取り扱いと販売には、化学者または薬剤師の資格が必要となった（当時すでに医学者は公式に認められていた）。また、この時必要となった購入者の署名とそれを保持する要件は、現代の不純食品取締法の非薬物である毒物（non-medicinal poisons）にも受け継がれている。後の 1868年 - 1874年のウィリアム・グラッドストン内閣は、この事件を受けて食品への粗悪品混入を規制する食品及び薬品の販売法（The Sale of Food and Drugs Act）を制定した。